# Brooklyn's Finest
Brooklyn's Finest è un film del 2009 diretto da Antoine Fuqua.
Il film si basa su una sceneggiatura, acquistata dalla Warner Bros. per duecentomila dollari, scritta da Michael C. Martin, ex-dipendente della metropolitana di New York diventato scrittore a causa di un incidente automobilistico.
Presentato in anteprima nel gennaio del 2009 al Sundance Film Festival, successivamente è stato presentato fuori concorso alla 66ª Mostra internazionale d'arte cinematografica di Venezia.

## Trama
Distretto 65, a nord di Brooklyn. Mentre l'agente Eddie Dungan si sveglia ogni mattina con un sorso di whisky e la pistola in mano facendo il conto dei giorni che gli mancano alla pensione e Tango, un poliziotto infiltrato da due anni in una banda di spacciatori, è restio a farli arrestare perché ormai li considera dei veri amici, il detective Sal Procida decide di dare l'assalto a una fabbrica di crack per derubarla dei soldi contanti e poter così comprare una casa migliore, visto che in quella in cui abitano ora la muffa ha fatto ammalare gravemente la moglie. Una notte, i tre incontrano il loro destino a poca distanza l'uno dall'altro.

## Distribuzione
Il film è stato distribuito nelle sale cinematografiche statunitensi il 5 marzo 2010.
In Italia è stato distribuito direttamente in DVD a partire dal 18 novembre dello stesso anno.

## Riconoscimenti
2010- BET Award al miglior attore Don Cheadle
2011-NAACP Image Award al miglior attore cinematografico non protagonista Don Cheadle
2011- NAACP Image Award alla miglior sceneggiatura cinematografica Michael C.Martin